# Somerville (jeu vidéo)
Pour les articles homonymes, voir Somerville.
Somerville est un jeu vidéo d'aventure développé et édité par Jumpship. Le jeu est sorti sur Microsoft Windows, Xbox One et Xbox Series en 2022.

## Développement
En 2016, après la sortie d'Inside, Dino Patti quitte Playdead, L'année suivante, avec l'aide de Chris Olsen, il fonde au Royaume-Uni, le studio Jumpfish.
Après cinq ans de développement, Somerville sort en 2022.